# Glypta rutilata
Glypta rutilata är en stekelart som beskrevs av Dasch 1988. Glypta rutilata ingår i släktet Glypta och familjen brokparasitsteklar. Inga underarter finns listade i Catalogue of Life.